# HD 28978
HD 28978，又名BD+05 679，SAO 111896、HR 1448，是一颗恒星，视星等为5.68，位于銀經190.32，銀緯-27.08，其B1900.0坐标为赤經4h 28m 49.1s，赤緯+5° -27.08′ 32″。